# イザベッラ・ディ・サヴォイア
イザベッラ・ディ・サヴォイア（Isabella di Savoia, 1591年3月11日 - 1626年8月26日）は、イタリアのサヴォイア家の公女で、モデナ公アルフォンソ3世の妻。夫の家督継承以前に死去したので、モデナ公爵夫人にはなっていない。

## 生涯
サヴォイア公カルロ・エマヌエーレ1世とその妻でスペイン王フェリペ2世の娘であるカタリーナ・ミカエラの間の次女として生まれた。1608年2月22日にトリノにおいて、モデナ公チェーザレ・デステの長男アルフォンソと結婚した。結婚生活は非常に幸福なもので、アルフォンソは妻に深い愛情を捧げた。1626年にイザベッラが14番目の子供を出産した際に死去すると、アルフォンソは悲嘆にくれ、2度と再婚しなかった。

## 子女
夫との間には9男5女の14人の子女をもうけ、うち8人（6男2女）が成人した。
- チェーザレ（1609年 - 1613年）
- フランチェスコ（1610年 - 1658年） - モデナ公
- オビッツォ（1611年 - 1644年） - モデナ司教
- カテリーナ（1613年 - 1628年）
- チェーザレ（1614年 - 1677年）
- アレッサンドロ（1615年）
- カルロ（1616年 - 1679年）
- リナルド（1618年 - 1672年） - 枢機卿、レッジョ司教
- マルゲリータ（1619年 - 1692年） - 1647年、グアスタッラ公フェランテ3世と結婚
- ベアトリーチェ（1620年）
- ベアトリーチェ（1622年 - 1623年）
- フィリベルト（1623年 - 1645年）
- ボニファツィオ（1624年）
- アンナ（1626年 - 1690年） - 1656年、ミランドラ公アレッサンドロ2世・ピコ・デッラ・ミランドラと結婚